# Ruissalo
Ruissalo [ˈrui̯sˌsɑlo] (schwedisch: Runsala) ist eine finnische Insel in der Ostsee. Sie liegt im Schärenmeer vor der Stadt Turku. Sie ist zugleich auch einer der Stadtteile von Turku.

## Geographie
Ruissalo liegt westlich der Innenstadt zwischen dem Stadtteil Pansio auf dem Festland und der Insel Hirvensalo. Sie ist über eine Brücke mit dem Festland verbunden.
Mit einer Länge von etwa sechs Kilometern und einer durchschnittlichen Breite von etwa einem Kilometer gehört Ruissalo zu den größeren Inseln der Turkuer Schären. Sie ist im Norden und Westen von Wald bedeckt; einer der ältesten Eichenbestände Finnlands befindet sich dort. Im Osten der Insel finden sich bewaldete Flächen und Grünland.

## Nutzung
Die Insel dient in erster Linie als Naherholungsgebiet. Es gibt nur 126 gemeldete Einwohner (Stand: 2004).
Große Teile liegen in einem Landschaftsschutzgebiet. Eine Station im südöstlichen Teil Ruissalos, nahe der Brücke zum Festland, informiert über Natur und Landschaft der Insel. An der Westspitze Ruissalos finden sich ein Campingplatz, im Zentrum ein Golfplatz sowie der Botanische Garten der Universität Turku. Verschiedene Ausflugslokale sind über die Insel verteilt. Die Wohnbebauung beschränkt sich im Wesentlichen auf Ferienhäuser am Ufer, vor allem an der Südküste.
Der Kukkarokivi, der größte Findling Finnlands ragt in der Nähe der Insel etwa 12 Meter aus dem Meer. 
Ein für die Öffentlichkeit zugängliches Beispiel der Villen und Ferienhäuser ist die Villa Saaro auf dem heutigen Campingplatz Ruissalo. 1850 wurde der westliche Trakt mit dem Säulenportikus im Empirestil errichtet, 1887 wurde die Villa an ihrer südwestlichen Seite um eine Veranda erweitert. Diese Veranda mit ihren dekorativen Holzschnitzereien bietet einen Ausblick auf die Schären. Sie ist Anziehungspunkt des von Tagesurlaubern aus der Stadt und Campinggästen gut besuchten Cafés. Die ehemaligen historischen Wirtschaftsgebäude der Villa sind heute als Gästeferienwohnungen Teil des Angebots auf dem Campinggelände. An der vorderen Außenfassade der Villa erinnert eine Informationstafel in Finnisch an diese Baugeschichte. Die Villa befindet sich seit 1957 im Besitz der Stadt Turku. Das Freizeitgelände ist über eine Buslinie an die Stadt angeschlossen und im Sommer gut besucht.
Das Rockfestival Ruisrock (Besucherrekord: 71.000) findet hier jährlich im Frühsommer statt.

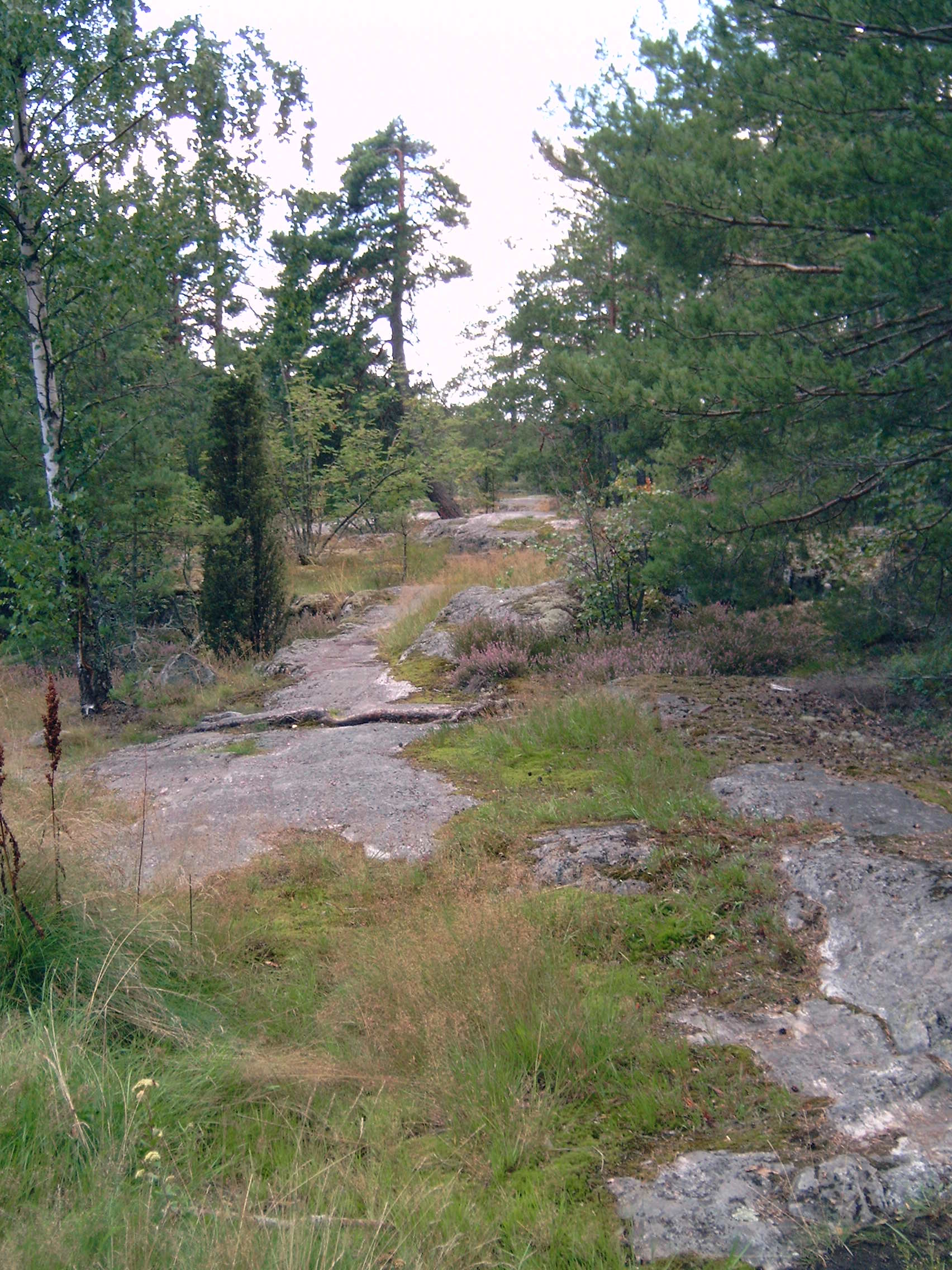
Landschaft auf Ruissalo
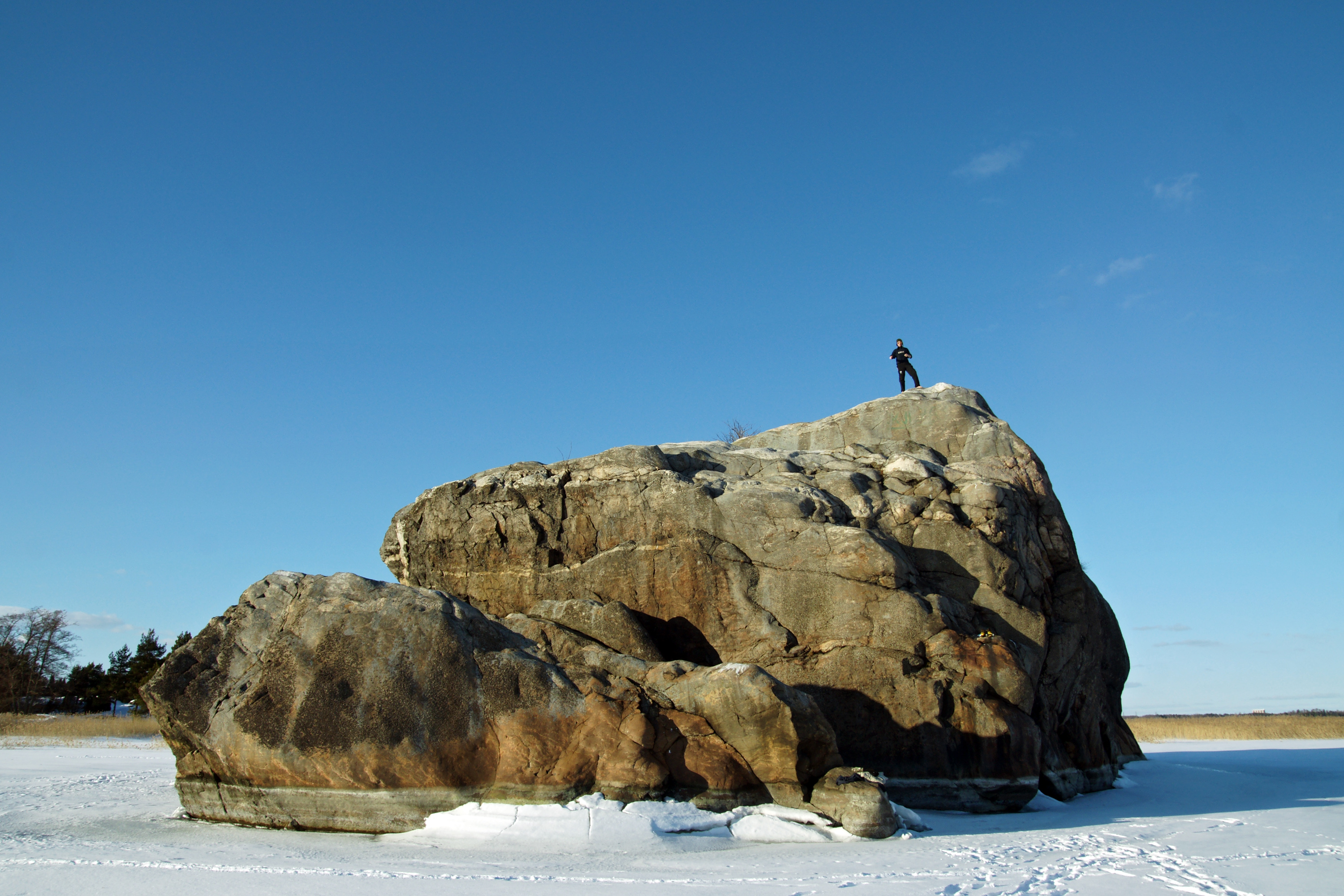
Der Findling Kukkarokivi